# Himbeeren mit Senf

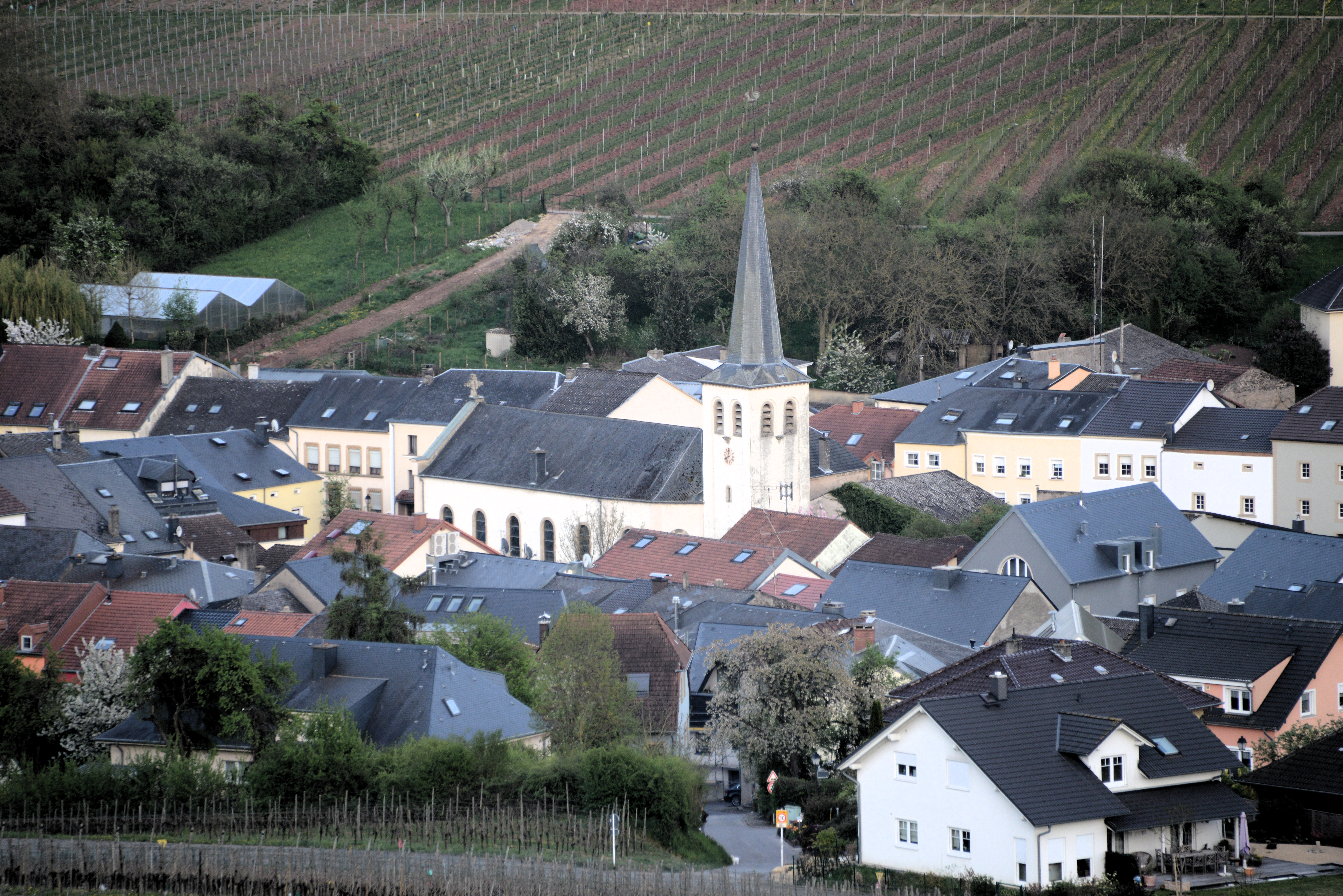
Gedreht wurde der Film in der Ortschaft Wellenstein in Luxemburg

Himbeeren mit Senf ist ein deutsch-luxemburgisch-schweizerisch-niederländischer Coming-of-Age-Film von Ruth Olshan aus dem Jahr 2021.

## Handlung
Der verwitwete Bestatter Ernst sucht seit einiger Zeit nach einer neuen Frau. Seine Kinder Meeri und Luk allerdings haben etwas dagegen und schon das eine oder andere Date vertrieben. Insbesondere Meeri hängt immer noch sehr an ihrer Mutter und schreibt ihr Briefe, in denen sie von ihrem Leben erzählt, und versteckt diese anschließend in den Särgen. Als Meeri sich in den älteren Rocco verliebt, stellt sie erstaunt fest, dass sie bei seinem Anblick oder Gedanken an ihn fliegen kann. Zuerst bekommt ihre beste Freundin Klara davon mit, später auch Luk und Ernst. Die vier schwören, Meeris Fähigkeit nicht zu verraten.
Ernsts aktuelles Date, die schwangere Charlotte, lässt sich von Meeri und Luk nicht so leicht in die Flucht schlagen. Auch scheint sie mit den Leichen im Haus keine Berührungsängste zu haben. Dass die neue Freundin jetzt öfter bei ihnen vorbeikommt, ist Meeri ein Dorn im Auge. Auch muss sie feststellen, dass Rocco ihre Gefühle nicht erwidert und nur Freundschaft möchte; sie solle eher etwas mit seinem jüngeren Bruder Matti unternehmen. Luk hingegen hat Probleme mit Rowdies aus der Schule, die ihn wiederholt mobben, sodass Meeri ihm auch mal zu Hilfe „fliegen“ muss. Dann stirbt auch noch die alte Grete, die allen Kindern wie eine Oma gewesen ist.
Es kommt zu einem Streit zwischen Meeri und ihrem Vater, weil sie denkt, er habe Charlotte ihre Flugkünste verraten, dabei hatte Charlotte Meeris Flugkünste selbst gesehen. Charlotte zieht wegen der zunehmenden Spannung erst einmal aus. Ernst entdeckt in einem Sarg einen von Meeris Briefen, in der sie ihrer Mutter schreibt, dass jetzt auch Charlotte weg sei und sie Ernst mit ihren Worten wehgetan habe. Als Luk Charlottes Auto mit dem Fahrrad nachfährt, um sie in der Familie zu halten, wird er von den Rowdies gestellt und rutscht beim Kampf eine Schräge hinunter. Meeri kommt ihm zu Hilfe, wobei sich Luk jedoch den Fuß bricht.
Im Krankenhaus findet die Familie wieder zusammen. Auch Charlotte kommt dazu, die von Meeri über den Unfall informiert wurde, weil Luk ihr nachgefahren ist, damit sie wieder eine neue Familie werden. Als Charlotte Meeri fragt, was sie denn möchte, umarmt Meeri sie. Meeri fährt zu Matti, den sie letztens bei einem vorsichtigen Annäherungsversuch abblitzen ließ. Die beiden küssen sich und beginnen schließlich beide zu fliegen. Als wenig später alle die Geburt von Charlottes Kind feiern, fängt auch Luk beim Anblick eines Mädchens an zu fliegen.

## Produktionsnotizen
Der Film wurde vom 27. August bis zum 9. Oktober 2020 in insgesamt 34 Drehtagen in Luxemburg gedreht. Gedreht wurde in Wellenstein mitten in der COVID-19-Pandemie. Trotz aufwendiger Vorsichtsmaßnahmen (z. B. Masken, Abstand, offenes Fenster beim Autofahren) gab es mehrere Infektionen beim Filmteam, dennoch konnte der Filmdreh nach entsprechenden Testungen wie geplant weitergehen. Durch den zusätzlichen Aufwand waren die geplanten Produktionskosten schneller aufgebraucht. Ursprünglich waren Dreharbeiten in drei der produzierenden Länder geplant, aufgrund der erfolgten Grenzschließungen wurde schließlich nur in Luxemburg gedreht.

## Rezeption

### Kritiken
Das Lexikon des internationalen Films gibt dem Film insgesamt 4 von 5 Sternen und bezeichnet diesen als sehenswert. Laut Ansicht der Redaktion verwebe der „warmherzig-beschwingte Film […] verzwickte Liebes- und Lebensgeschichten in die Handlung, die mühelos Mild-Fantastisches mit Bodenständigem verbindet. Obwohl viel Pubertät im Spiel ist, bleiben Figuren, Motive und Handlung stets nachvollziehbar und glaubhaft“.
Peter Gutting bewertet den Film bei film-rezensionen.de mit insgesamt 7 von 10 Punkten. Er beschreibt den Film als eine altersgerechte Komödie für Kinder ab 10 Jahren, in der Regisseurin Ruth Olshan und Koautorin Heike Fink verschiedene Ideen zusammenbrachten. „In einer Art magischem Realismus paaren sich dokumentarische Erdung mit himmelwärts strebender Poesie.“ Meeris Fliegen werde nicht übermäßig strapaziert, sondern werde dezent in die Erzählung eingewoben. Die komplex ausgearbeiteten Nebenfiguren würden zum humorvoll-warmen Tonfall beitragen. Die Erwachsenen würden nicht zu Karikaturen verkürzt, sondern dürften „zu eigenwilligen, leicht verschrobenen, aber doch mehrdimensionalen Charakteren aufblühen“. Themen aus dem realen Leben der Kinder wie Mobbing, Verlust und die erste Liebe würden angesprochen. Das Ganze drifte dabei jedoch nicht ins Sozialdrama ab, sondern punkte mit „pfiffigen Dialogen und verschmitztem Charme“.

## Auszeichnungen und Nominierungen
Preis der deutschen Filmkritik 2023
- Nominierung in der Kategorie Bester Kinderfilm (Ruth Olshan)